# جدجد بيروي
جدجد بيروفي (الاسم العلمي: Gryllus peruviensis) هو نوع من الحشرات يتبع جنس الجدجد من فصيلة الجداجد الحقيقية.